# Mount Hall, Östantarktis
Mount Hall är ett berg i Antarktis. Det ligger i Östantarktis. Nya Zeeland gör anspråk på området. Toppen på Mount Hall är 1 599 meter över havet.
Terrängen runt Mount Hall är bergig österut, men västerut är den kuperad. Trakten är obefolkad. Det finns inga samhällen i närheten. 